# Neoregostoma cerdai
Neoregostoma cerdai là một loài bọ cánh cứng trong họ Cerambycidae.